# Кентфилд
Кентфилд (Kentfield) е населено място в окръг Марин, в района на залива на Сан Франциско, щата Калифорния, Съединените американски щати.
Той е с население от 6351 души (2000). Общата площ на Кентфилд е 7,8 км² (3 мили²).
1. ↑  data.census.gov //   Посетен на 1 януари 2022 г.